# Коновер (Північна Кароліна)
Коновер (англ. Conover) — місто (англ. city) в США, в окрузі Кетоба штату Північна Кароліна. Населення — 8421 особа (2020).

## Географія
Коновер розташований за координатами 35°42′55″ пн. ш. 81°13′1″ зх. д. / 35.71528° пн. ш. 81.21694° зх. д. (35.715216, -81.216825).  За даними Бюро перепису населення США в 2010 році місто мало площу 28,30 км², з яких 28,22 км² — суходіл та 0,08 км² — водойми.

## Демографія
Згідно з переписом 2010 року, у місті мешкало 8165 осіб у 3368 домогосподарствах у складі 2182 родин. Густота населення становила 289 осіб/км².  Було 3654 помешкання (129/км²).
Расовий склад населення:
| - 78,1 % — білих - 9,2 % — чорних або афроамериканців - 4,2 % — азіатів - 0,2 % — корінних американців - 5,8 % — осіб інших рас |

До двох чи більше рас належало 2,5 %. Частка іспаномовних становила 12,2 % від усіх жителів.
За віковим діапазоном населення розподілялося таким чином: 23,2 % — особи молодші 18 років, 59,8 % — особи у віці 18—64 років, 17,0 % — особи у віці 65 років та старші. Медіана віку мешканця становила 39,8 року. На 100 осіб жіночої статі у місті припадало 89,7 чоловіків;  на 100 жінок у віці від 18 років та старших — 86,7 чоловіків також старших 18 років.
Середній дохід на одне домашнє господарство  становив 60 671 долар США (медіана — 41 297), а середній дохід на одну сім'ю — 68 127 доларів (медіана — 47 075). Медіана доходів становила 39 583 долари для чоловіків та 31 068 доларів для жінок. За межею бідності перебувало 20,9 % осіб, у тому числі 35,7 % дітей у віці до 18 років та 7,2 % осіб у віці 65 років та старших.
Цивільне працевлаштоване населення становило 3388 осіб. Основні галузі зайнятості: виробництво — 35,7 %, освіта, охорона здоров'я та соціальна допомога — 18,9 %, науковці, спеціалісти, менеджери — 11,7 %, фінанси, страхування та нерухомість — 7,6 %.